# Méthode de Condorcet
Pour les articles homonymes, voir Condorcet.

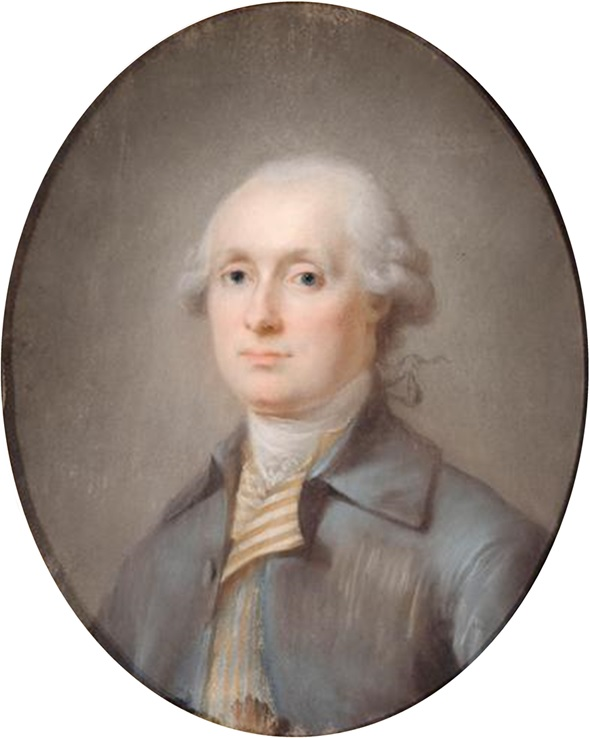
Nicolas de Condorcet (1743 -1794), mathématicien, philosophe, membre de l'académie française, éditeur et député de la convention, mort en prison.

La méthode Condorcet (aussi appelée scrutin de Condorcet ou vote Condorcet) est un système de vote obéissant au principe de Condorcet qui s'énonce ainsi : « Si un choix est préféré à tout autre par une majorité ou une autre, alors ce choix doit être élu. » Le vainqueur, s'il existe, est donc le candidat qui, comparé tour à tour à chacun des autres candidats, s’avère à chaque fois être le candidat préféré. Autrement dit, il bat tous les autres en duel. Un tel candidat est appelé vainqueur de Condorcet.
Rien ne garantit la présence d'un candidat satisfaisant à ce critère de victoire : c'est le paradoxe de Condorcet. Ainsi, tout système de vote fondé sur la méthode Condorcet doit prévoir un moyen de résoudre les votes pour lesquels ce candidat idéal n'existe pas.
Cette méthode doit son nom à Nicolas de Condorcet, mathématicien et philosophe français du XVIIIe siècle, qui la justifie à partir d'une réflexion mathématique sur les probabilités d'erreur de jugement de la part des électeurs. La méthode est déjà mentionnée par l'écrivain catalan Raymond Lulle au XIIIe siècle,.
Dans un contexte politique de type gauche/centre/droite, le théorème de l'électeur médian indique que l'option centriste est le vainqueur de Condorcet quand elle bat les options de gauche (avec l'aide des voix de droite), et les options de droite (avec les voix de gauche).

## Motivation
Dans son Essai sur l'application de l'analyse à la probabilité des décisions rendues à la pluralité des voix, Condorcet met en évidence le fait qu'une élection ordinaire peut très bien ne pas représenter les désirs des électeurs.
On peut en prendre conscience dans les deux exemples suivants
Exemple dans l'histoire contemporaine
Considérons l'élection présidentielle française de 2007. Le vainqueur fut Nicolas Sarkozy avec le scrutin uninominal majoritaire à deux tours en vigueur. Pourtant, des sondages indiquaient qu'une majorité de Français auraient préféré François Bayrou à Nicolas Sarkozy, ce qui peut paraître contradictoire. Ces sondages montraient de plus que François Bayrou était préféré face à chacun de ses adversaires lors de ces élections. Ainsi, ce candidat aurait été élu si le système électoral français respectait la méthode de Condorcet ou si les sondages avaient remplacé le scrutin national.
Exemple théorique proposé par Condorcet
Considérons une assemblée de 60 votants pouvant choisir entre {\displaystyle A}, {\displaystyle B} et {\displaystyle C}. Les préférences exprimées se répartissent ainsi, en notant {\displaystyle X\succ Y} la préférence relative du choix {\displaystyle X} par rapport au choix {\displaystyle Y} :
- 23 votants : {\displaystyle A\succ C\succ B} ;
- 19 votants : {\displaystyle B\succ C\succ A} ;
- 16 votants : {\displaystyle C\succ B\succ A} ;
- 2 votants : {\displaystyle C\succ A\succ B}.

Avec un scrutin uninominal majoritaire à un tour, {\displaystyle A} l’emporte avec 23 voix, sur {\displaystyle B} avec 19 voix et sur {\displaystyle C} avec 18 voix. D’où {\displaystyle A\succ B\succ C}.
Avec un scrutin uninominal majoritaire à deux tours, {\displaystyle A} et {\displaystyle B} remportent le premier tour avec respectivement 23 voix et 19 voix. Les votants préférant {\displaystyle C} reportent leur voix sur leur deuxième préférence et {\displaystyle B} remporte le second tour (et l'élection) avec 35 voix, sur {\displaystyle A} avec 25 voix. D’où, cette fois, {\displaystyle B\succ A\succ C}.
Mais lorsqu'on compare deux à deux tous les choix, on obtient :
- 35 voix pour {\displaystyle B\succ A} et 25 voix contre ;
- 41 voix pour {\displaystyle C\succ B} et 19 contre ;
- 37 voix pour {\displaystyle C\succ A} et 23 contre.

Ce qui conduit à la préférence majoritaire {\displaystyle C\succ B\succ A}. Il ressort que {\displaystyle C} est le choix préféré à tous les autres alors qu'il apparaît comme l'exact opposé dans les deux modes de scrutin précédents.
Condorcet propose alors sa propre méthode tout en admettant que l'organisation très lourde qu'elle implique ne la rend pas très réaliste pour des élections importantes. Elle ne peut, selon lui, qu'être associée à un tri préalable des candidats pour en limiter le nombre. Il met de plus en évidence l'existence de situations où sa propre méthode ne permet pas de choisir à coup sûr le bon candidat. C'est ce qu'on appelle le paradoxe de Condorcet. Il existe plusieurs méthodes pour réduire les conflits générés dans ces situations, comme le scrutin de Condorcet randomisé.

## Déroulement du vote

### Forme des bulletins
Chaque électeur classe les candidats par ordre de préférence.

### Décompte des votes
Le dépouillement du scrutin consiste à simuler l'ensemble des duels possibles : pour chaque paire de candidats, on détermine le nombre d'électeurs ayant voté pour l'un ou l'autre en vérifiant, sur chaque bulletin de vote, comment l'un était classé par rapport à l'autre. Ainsi pour chaque duel, il y a un candidat vainqueur. Fréquemment, il y a un unique candidat qui remporte tous ses duels : il s'agit du vainqueur du scrutin. La section suivante décrit ce qui se passe dans les cas où aucun candidat ne remporte tous ses duels.

### Résolution des conflits
Il arrive qu'aucun candidat ne soit élu à la suite du décompte des votes : Condorcet avait remarqué cet important paradoxe inhérent à la méthode, appelé le paradoxe de Condorcet : dans une élection dont les candidats sont A, B et C, dès que le nombre des électeurs est supérieur à deux, A peut être préféré à B, lui-même préféré à C, lui-même préféré à A.
Plusieurs méthodes sont utilisables pour résoudre ce conflit de circularité. Par exemple :
1. On cherche le candidat qui a gagné le plus de confrontations. Cette méthode dite parfois de Copeland est simple mais donne souvent des ex æquo ;
2. On utilise la méthode Borda (le fait d’appliquer la méthode Condorcet puis, en cas de conflit uniquement, la méthode Borda s’appelle la méthode Black) ;
3. On utilise la méthode Schulze ;
4. On utilise la méthode Condorcet avec rangement des paires par ordre décroissant (en anglais : ranked pairs). On classe les paires selon les plus grandes différences observées, on construit alors un graphe orienté (qui gagne contre qui ?) en commençant par la paire ayant la plus forte différence et en descendant dans l'échelle en éliminant les paires qui pourraient conduire à une boucle (paradoxe de Condorcet). Le graphe final permet de définir un gagnant.
5. On utilise le scrutin de Condorcet randomisé c'est-à-dire qu'on choisit le candidat vainqueur au hasard entre un certain nombre de candidats, suivant des probabilités particulières optimales ;
6. On choisit celui qui a le moins perdu lors de sa plus mauvaise confrontation ;
7. On constitue un groupe de tête : un candidat appartient au groupe de tête si, lors du décompte des votes, il est parvenu à battre tous les autres candidats, sauf ceux du groupe de tête. Une fois ce groupe de tête défini, on procède à un choix dans ce groupe de tête suivant une méthode ou une autre :
  1. En utilisant un vote alternatif,
  2. En choisissant le candidat qui a le moins perdu dans sa plus mauvaise confrontation,
  3. En éliminant au fur et à mesure ceux dont la défaite a été la plus faible,
  4. En comptant le nombre de fois ou chaque candidat est premier ou en appliquant la méthode Borda sur seulement les candidats de tête.

Le choix de la méthode doit être fixé avant le vote, ce choix ayant des conséquences sur la détermination du vainqueur.

## Exemples

### Groupe de tête et moins mauvaise défaite
Lors d'une élection, trois candidats (X, Y et Z) se retrouvent dans le groupe de tête. Les résultats des votes pour ces trois candidats sont :
- 41 électeurs ont voté pour 1er = X ; 2e = Y ; 3e = Z
- 33 électeurs ont voté pour 1er = Y ; 2e = Z ; 3e = X
- 22 électeurs ont voté pour 1er = Z ; 2e = X ; 3e = Y

Lorsque l'on effectue les comparaisons par paires,
```
  X : contre Y = 41+22-33 = +30 (donc X gagne par 30 votes)
     contre Z = 41-33-22 = -14 (donc X perd par 14 votes)
  Y : contre X = -30
     contre Z = 52
  Z : contre X = 14
     contre Y = -52
```

X gagne donc, puisque son plus mauvais résultat (-14) est meilleur que ceux de Y et Z (respectivement -30 et -52)

### Classement des paires et graphe
Reprenons l'exemple précédent et ajoutons un quatrième candidat T. Imaginons que
- 41 électeurs ont voté pour 1er = X; 2e = Y ; 3e = T; 4e = Z
- 33 électeurs ont voté pour 1er = Y; 2e = Z ; 3e = T; 4e = X
- 22 électeurs ont voté pour 1er = Z; 2e = X ; 3e = T; 4e = Y

Le classement des paires donne
- Y gagne contre Z et Y gagne contre T (52)
- X gagne contre Y et X gagne contre T (30)
- Z gagne contre X, Z gagne contre T (14)

La constitution du graphe se fait dans l'ordre : Y > Z et Y > T, puis X > Y (pas de cycle), puis on élimine Z > X qui constituerait une boucle, on conserve X > T et Z > T. Le gagnant est alors X car X > Y > Z > T.

## Méthode Condorcet et modes de scrutins uninominaux majoritaires
La méthode Condorcet fait partie de la catégorie des modes de scrutins dits « à préférences multiples ordonnées »: chaque électeur indique sur son bulletin non seulement son choix préféré (celui qu'il indiquerait dans tout scrutin uninominal majoritaire, qu'il soit à un tour ou à deux tours), mais aussi, par ordre décroissant, ses préférences quant aux autres choix qui lui sont proposés.
Le bulletin de vote est donc plus complexe que celui proposé par tout mode de scrutin uninominal majoritaire classique.
En outre, tout système de scrutin de ce type doit être complété de règles explicites visant notamment d'une part à définir par avance ce qu'il advient des bulletins qui n'auraient pas été entièrement complétés (un votant, par exemple, peut ne pas vouloir classer sur son bulletin d'autres choix que celui qui a sa préférence: comment comptabilise-t-on alors son vote dans les comparaisons par paire des différents choix possibles?), et d'autre part à résoudre le paradoxe de Condorcet s'il venait à se concrétiser. Il existe plusieurs méthodes pour répondre à chacune de ces deux difficultés, dont aucune n'est ni triviale ni évidemment supérieure aux autres: le risque de contestation du choix de telle ou telle méthode est donc réel.
Une autre caractéristique du vote Condorcet concerne son mode de dépouillement: il faut comparer les résultats de chaque choix avec ceux de chacun des autres choix. Or, selon le principe du coefficient binomial, le nombre de ces comparaisons augmente fortement avec le nombre de choix possibles : 3 comparaisons pour 3 choix possibles, 6 pour 4 choix, 10 pour 5 choix, 15 pour 6 choix, et ainsi de suite. Le dépouillement selon cette méthode est donc long à réaliser dès lors qu'un assez grand nombre de choix sont proposés, et son résultat peut être difficile à interpréter.
Par comparaison, dans un scrutin uninominal majoritaire il suffit de décompter les votes favorables à chaque choix proposé, puis de classer par nombre décroissant de votes reçus pour déclarer le vainqueur (vote à un tour ou scrutin de second tour dans une élection à deux tours) ou désigner les candidats admis au second tour (scrutin du premier tour d'un vote à deux tours).
La méthode Condorcet, même si elle présente de nombreux avantages théoriques, s'avère donc plus complexe à mettre en place et à expliquer que les modes de scrutin uninominaux majoritaires.

## La méthode Condorcet comparée au vote alternatif
Le vote à second tour instantané, également appelé vote alternatif, est un autre système de vote par préférences multiples ordonnées.
Il a été utilisé dans plusieurs pays, notamment en Australie, aux iles Fidji, en Nouvelle Zélande, en Irlande ou encore au Sri Lanka.
Bien qu'il présente de fortes ressemblances avec un vote Condorcet, le vote alternatif appliqué à un scrutin donné peut donner un résultat très différent de celui qu'aurait donné la méthode de Condorcet, et différent également de celui qu'un scrutin majoritaire à un tour aurait produit.
Cependant, s'il existe un gagnant de Condorcet sans conflit, c'est-à-dire un candidat mieux placé que tous ses adversaires, et si on suppose que les votes ont été sincères et non stratégiques, la confrontation entre le gagnant de Condorcet et le gagnant du vote alternatif lors d'un simple scrutin majoritaire tournera évidemment à l'avantage du gagnant de Condorcet. Mais cela dépend de la méthode utilisée pour résoudre les conflits.[pas clair]

## Utilisation du vote de Condorcet

### Par des organisations
Cette méthode n'est pas utilisée actuellement dans des élections nationales. Elle commence cependant à être utilisée dans certaines organisations publiques. Parmi elles, on peut trouver :
- Des projets dans le domaine du logiciel libre (Debian, Software in the Public Interest, Gentoo, UserLinux) qui utilisent la méthode Schulze.
- Le Free State Project
- La procédure de vote pour la hiérarchie uk.* d'Usenet
- Five-Second Crossword Competition
- Le réseau Libre-Entreprise
- Le vote populaire pour le nom de la nouvelle région issue de la fusion Languedoc Roussillon et Midi-Pyrénées

### Implémentations logicielles
Il existe de nombreuses solutions pour calculer Condorcet et les différentes méthodes respectant ses critères. La plupart d'entre elles sont constituées sous forme de logiciel libre.
Condorcet PHP
Application en ligne de commande ou bibliothèque en langage PHP, permettant de gérer des élections pour la quasi-totalité des méthodes respectant les critères de Condorcet ainsi que d'autres systèmes de votes. Elle permet le calcul de classement complet et l'accès aux statistiques détaillées de ceux-ci. Lorsqu'elle est utilisé dans son mode bibliothèque logicielle, elle offre des fonctions de gestionnaire d'élection (simulation, gestion des performances, sécurité, paramètres avancés).
Distribuée sous licence MIT.
Electowidget
Module pour MediaWiki, distribué sous une licence de style BSD.
HTML5 / Javascript :
bgotink/Schulze
Interface graphique HTML5 / Javascript réalisant la méthode de Schulze. Distribuée sous licence GPL3.